# Jean-Christophe Averty

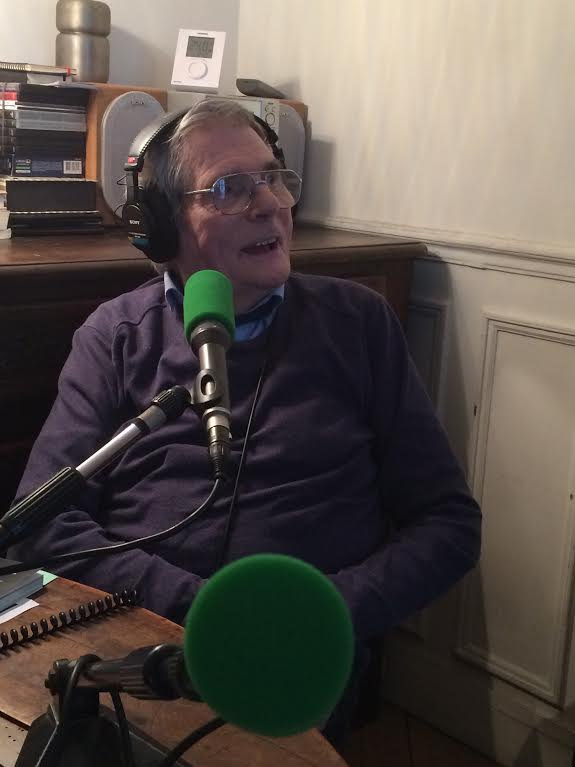
Jean-Christophe Averty geïnterviewd door Noël Herpe, eind maart 2015.

Jean-Christophe Averty (Parijs, 6 augustus 1928 - Beaumont-sur-Oise, 4 maart 2017) was een Franse presentator en regisseur.

## Televisie
Vanaf de jaren zestig zorgde hij voor een revolutie op het Franse kleine scherm door de grootste variétézangers op het scherm te brengen, van de oudste tot de jongste sterren van de yéyé-generatie, zoals Claude François, Johnny Hallyday, Françoise Hardy, Eddy Mitchell, Gilbert Bécaud, Sylvie Vartan, Serge Gainsbourg, Dalida en Yves Montand.
Veel van zijn producties voor televisie maken hem tot een voorloper van de videokunst in Frankrijk. Dergelijk onderzoek werd in de daaropvolgende decennia voortgezet door de onderzoeksgroepen van het Institut national de l'audiovisuel (INA). Hij was een van de laatste bezoldigde directeuren van de Société française de production (SFP) en lange tijd de enige directeur van de ORTF die zijn programma's in het buitenland verkocht zag worden. In 1964 ontving hij de Emmy Award voor beste buitenlandse programma.
Serge Gainsbourg's plaat Histoire de Melody Nelson werd in 1971 door Jean-Christophe Averty bewerkt tot een televisieprogramma met  de chromakeytechniek. Dit visueel psychedelische meesterwerk kan gezien worden als een ijkpunt in de artistieke geschiedenis van deze opvallende beeldtechniek.
Hij was een van de eerste studenten aan IDHEC, nu onderdeel van La Fémis.

## Jazz
Als groot kenner van de jazz filmde Averty jarenlang het festival Jazz à Juan, waar alle grootste musici van het genre langskwamen.
Hij was ook een van de stemmen van France Inter en France Culture, met name met het radioprogramma Les cinglés du music-hall (1805 afleveringen): hij was een verzamelaar van 78 toerenplaten van jazz en variété, gekocht op vlooienmarkten over de hele wereld. In de loop der jaren heeft deze show een database van jazzfans opgebouwd, een voorbode van P2P, door interactief te zijn met luisteraars en verzamelaars: hij geeft systematisch de titel, de uitvoerder, de uitgever en het releasenummer van elk liedje in de uitzending, en kondigt het aan met zijn beroemde « à vos cassettes! » ("naar je muziekcassettes!")
Hij was getrouwd met Marie-Blanche Vergne, een actrice en zangeres die vroegtijdig overleed.

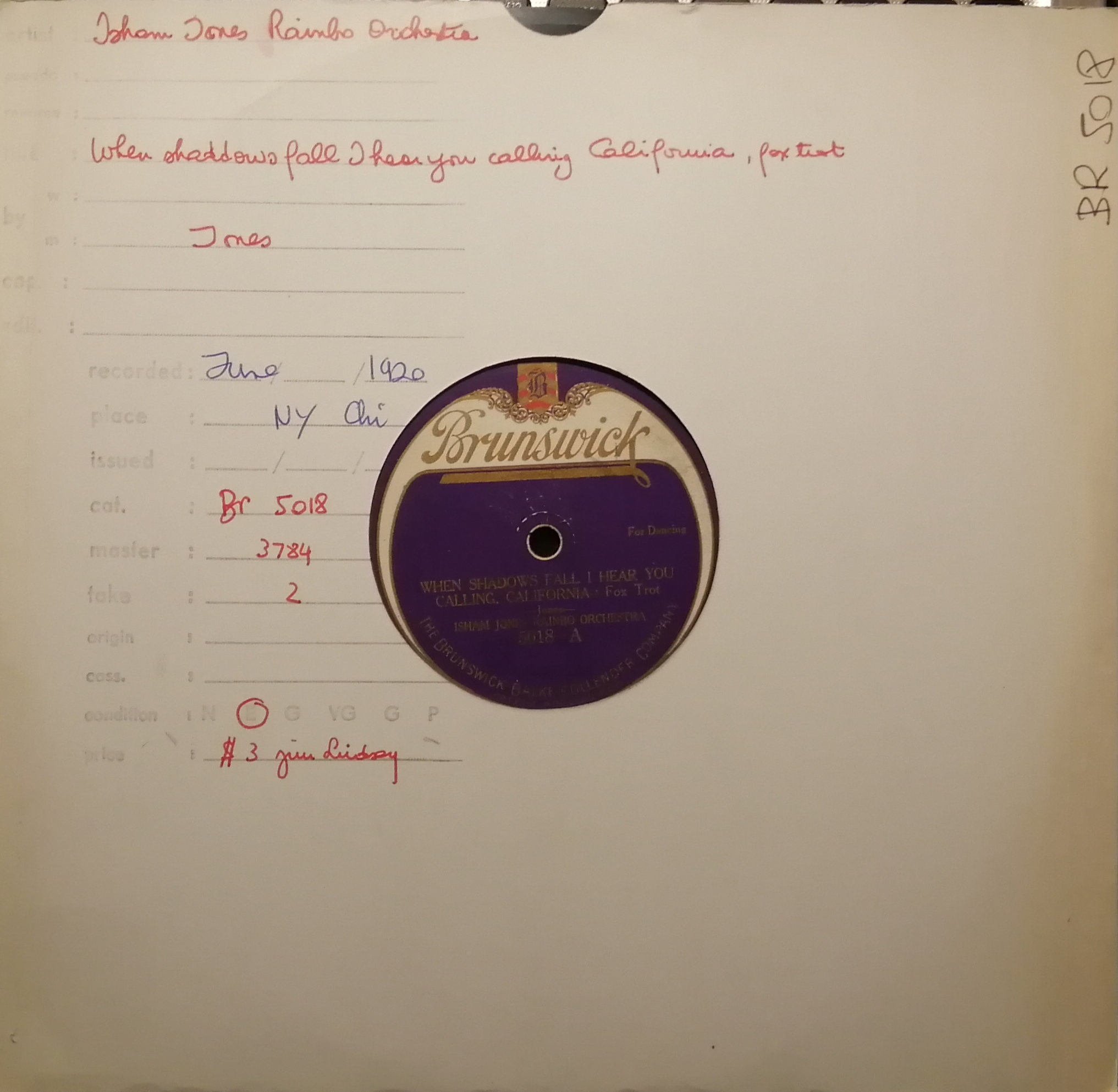
78 toerenplaat uit de collectie van Jean-Christophe Averty.

- Bibliothèque nationale de France: cb11889655f (data)
- Gemeinsame Normdatei: 174362161
- International Standard Name Identifier: 0000 0000 2426 4722
- Library of Congress Control Number: n78005811
- MusicBrainz: 7bd6c9e0-2a57-48af-a5e4-e1c09185a924
- Nationale Bibliotheek van Tsjechië: xx0160258
- Nationale Bibliotheek van Israël: 987007364173705171
- RKD-Nederlands Instituut voor Kunstgeschiedenis: 482674
- Système universitaire de documentation: 026697866
- Union List of Artist Names: 500722362
- Virtual International Authority File: 14765656
- WorldCat: E39PBJt8mvTxM6pxcjV66JQH4q